# Trại Tang
Trại Tang (chữ Hán: 寨桑; ? - ?) hay Tể Tang (宰桑) là một Bối lặc của bộ tộc Khoa Nhĩ Thấm, Mông Cổ, đồng thời là ngoại thích nổi tiếng thời Hậu Kim và thời kỳ đầu nhà Thanh.
Là thông gia quan trọng của Hoàng tộc Ái Tân Giác La, ông có quan hệ với nhiều nhân vật nổi tiếng. Ông là huynh trưởng của Hiếu Đoan Văn Hoàng hậu - Hoàng hậu của Hoàng Thái Cực; thân phụ của Hiếu Trang Văn Hoàng hậu và Mẫn Huệ Cung Hòa Nguyên phi - hai vị phi tần của Hoàng Thái Cực. Ngoài ra còn là ông ngoại của Thuận Trị Đế; ông nội của Bác Nhĩ Tề Cát Đặc Phế hậu và là ông cố nội của Hiếu Huệ Chương Hoàng hậu - vị Hoàng hậu thứ hai của Thuận Trị Đế.

## Thân thế
Trại Tang xuất thân từ quý tộc Bác Nhĩ Tề Cát Đặc thị thuộc Khoa Nhĩ Thấm, Mông Cổ. Ông là hậu duệ trực hệ của Chuyết Xích Cáp Tát Nhi - em trai ruột của Thành Cát Tư Hãn. Vào đầu thời nhà Thanh, sử sách không ghi chép đầy đủ, nhiều nhận định cho rằng dòng dõi của Trại Tang có thể là một phân nhánh của Khoa Nhĩ Thẩm khi ấy.
Tổ phụ của Trại Tang là Nạp Mục Tắc (纳穆塞), có tước Bối lặc truyền đời. Con trai Nạp Mục Tắc, tên Mãng Cổ Tư (莽古斯), cũng chính là cha của Trại Tang và Hiếu Đoan Văn Hoàng hậu (Hoàng hậu của Hoàng Thái Cực), kế vị Bối lặc. Sử sách không đề cập mẹ của Trại Tang, nhưng khả năng cao ông và Hiếu Đoan Hoàng hậu là anh em cùng cha khác mẹ. Mẹ Hiếu Đoan Hoàng hậu là Khoa Nhĩ Thấm Đại Phi, sau khi Mãng Cổ Tư mất thì tái giá lấy con Trại Tang, sinh Kính Hiếu Nghĩa Hoàng hậu (vợ của Đa Nhĩ Cổn). Người này không thể là mẹ của Trại Tang, vì không lý nào bộ tộc lại cho phép bà nội và cháu lấy nhau như vậy.
Về sau, Trại Tang lên ngôi Bối lặc Khoa Nhĩ Thấm, trở thành thông gia thân thiết của triều đình Hậu Kim và nhà Thanh.

## Qua đời được truy phong
Năm Thuận Trị thứ 11 (1654), sau khi Trại Tang qua đời nhiều năm, Phúc tấn của ông cũng qua đời. Thuận Trị Đế truy phong ông làm Hòa Thạc Trung Thân vương (和硕忠亲王), Phúc tấn của ông làm Hòa Thạc Hiền phi. Sách văn viết:
| “                                 | 锡土建邦, 必视功以崇报. 展亲布泽, 咸推本以加恩. 成宪具存. 世以为重. 外大父寨桑, 尔乃嫩科尔沁贝勒为我圣母昭圣慈寿恭简皇太后之父. 本以勋亲世守忠悫. 既效力于先皇固守边圉之地. 矧诞育乎圣母, 肇开久远之祥勉笃忠清罔渝终始. 应加称号, 以示显扬. 人虽云亡, 益深悼念. 兹特册赠外大父为和硕忠亲王. 外大母为和硕忠亲王贤妃. 呜呼. 休称允锡, 位逾五等之尊. 纶诰并颁, 恩被九原之下. 受兹宠命. 永裕后人. . Tích thổ kiến bang, tất thị công dĩ sùng báo. Triển thân bố trạch, hàm thôi bản dĩ gia ân. Thành hiến cụ tồn. Thế dĩ vi trọng. Ngoại đại phụ Trại Tang, nhĩ nãi nộn Khoa Nhĩ Thấm Bối lặc vi ngã Thánh Mẫu Chiêu Thánh Từ Thọ Cung Giản Hoàng thái hậu chi phụ. Bản dĩ huân thân thế thủ trung khác. Ký hiệu lực vu Tiên Hoàng cố thủ biên ngữ chi địa. Thẩn đản dục hồ thánh mẫu, triệu khai cửu viễn chi tường miễn đốc trung thanh võng du chung thủy. Ứng gia xưng hào, dĩ kỳ hiển dương. Nhân tuy vân vong, ích thâm điệu niệm. Tư đặc sách tặng ngoại đại phụ vi Hòa Thạc Trung Thân vương. Ngoại đại mẫu vi Hòa Thạc Trung Thân vương Hiền phi. Ô hô. Hưu xưng duẫn tích, vị du ngũ đẳng chi tôn. Luân cáo tịnh ban, ân bị cửu nguyên chi hạ. Thụ tư sủng mệnh. Vĩnh dụ hậu nhân. | ” |
| — Thế Tổ Chương Hoàng đế Thực lục | |   |

## Gia đình
- Thân phụ: Mãng Cổ Tư, truy phong Hòa Thạc Phúc Thân vương (和硕福亲王).
- Kế mẫu: Khoa Nhĩ Thấm Đại phi, truy phong Hòa Thạc Phúc phi (和硕福妃). Tái giá lấy Sách Nạp Mộc - con trai Trại Tang.
- Anh chị em:
  - Hiếu Đoan Văn Hoàng hậu, Hoàng hậu tại vị duy nhất của Hoàng Thái Cực.
- Phối ngẫu: Khoa Nhĩ Thấm Thứ phi, truy phong Hòa Thạc Hiền phi (和硕贤妃).
- Con trai:

1. Trác Lễ Khác Đồ Thân vương Ô Khắc Thiện (乌克善), còn gọi là Ngô Khắc Thiện (吴克善);
2. Cố Sơn Bối tử Sát Hãn (察罕);
3. Khoa Nhĩ Thấm Quận vương Sách Nạp Mộc (索诺木), còn xưng là Ôn Đô Nhĩ Thân vương (温都尔亲王);
4. Đạt Nhĩ Hán Ba Đồ Lỗ Thân vương Mãn Châu Tập Lễ (满珠习礼), lấy Hòa Thạc Công chúa - con gái Nhạc Thác, con nuôi của Hoàng Thái Cực.

- Con gái:

1. Hiếu Trang Văn Hoàng hậu, phi tần của Hoàng Thái Cực;
2. Mẫn Huệ Cung Hòa Nguyên phi, phi tần của Hoàng Thái Cực.

- Cháu nội:
  - Cháu nội trai:
    1. Trác Lý Khắc Đồ Thân vương Bật Nhĩ Tháp Cáp Nhĩ, con trai Ô Khắc Thiện;
    2. Trấn Quốc công Xước Nhĩ Tế (綽爾濟), con trai Sát Hãn;
    3. Khoa Nhĩ Thấm Quận vương Kỳ Tháp Đặc, con trai Sách Nạp Mộc, lấy Cố Luân Tĩnh Đoan Trưởng Công chúa;
    4. Đạt Nhĩ Hán Thân vương Hòa Tháp (和塔), con trai kế tự của Mãn Châu Tập Lễ.

  - Cháu nội gái:
    1. Bác Nhĩ Tề Cát Đặc Phế hậu, con gái Ô Khắc Thiện, Hoàng hậu đầu tiên của Thuận Trị Đế;
    2. Bác Nhĩ Tề Cát Đặc thị, con gái Sách Nạp Mộc, Đích Phúc tấn của Đa Nhĩ Cổn, truy phong Kính Hiếu Nghĩa Hoàng hậu;
    3. Đạt Triết (達哲), con gái Sách Nạp Mộc, Kế Phúc tấn của Đa Đạc;
    4. Điệu phi Bác Nhĩ Tề Cát Đặc thị, con gái Mãn Châu Tập Lễ, phi tần của Thuận Trị Đế;
    5. Bác Nhĩ Tề Cát Đặc thị, con gái Mãn Châu Tập Lễ, Kế Phúc tấn của Thạc Tắc.
- Cháu ngoại:

1. Cố Luân Ung Mục Trưởng Công chúa;
2. Cố Luân Thục Tuệ Trưởng Công chúa;
3. Cố Luân Đoan Hiến Trưởng Công chúa;
4. Thuận Trị Đế.

- Cháu cố:

1. Hiếu Huệ Chương Hoàng hậu, con gái Xước Nhĩ Tế, Hoàng hậu thứ hai của Thuận Trị Đế;
2. Thục Huệ phi, con gái Xước Nhĩ Tế, phi tần của Thuận Trị Đế;
3. Hòa Thạc Cung Khác Trưởng Công chúa;
4. Dụ Hiếu Thân Vương Phúc Toàn;
5. Cung Thân vương Thường Ninh;
6. Khang Hi Đế.

## Phả hệ
- - Hậu phi - thê thiếp của Hoàng Đế
- - Phúc tấn, Phu nhân - thê thiếp của Tông thất
- - Công chúa, Hoàng nữ - con gái của Hoàng Đế
- - Ngạch phò - chồng của các Công chúa, Hoàng nữ, Tông nữ

|  |  | Hiếu Đoan Văn Hoàng hậu Triết Triết | Hiếu Đoan Văn Hoàng hậu Triết Triết | Hiếu Đoan Văn Hoàng hậu Triết Triết | Hiếu Đoan Văn Hoàng hậu Triết Triết | Hiếu Đoan Văn Hoàng hậu Triết Triết | Hiếu Đoan Văn Hoàng hậu Triết Triết |  |  | Cố Luân Ôn Trang Trưởng Công chúa                                                      | Cố Luân Ôn Trang Trưởng Công chúa                                                      | Cố Luân Ôn Trang Trưởng Công chúa                                                      | Cố Luân Ôn Trang Trưởng Công chúa                                                      | Cố Luân Ôn Trang Trưởng Công chúa                                                      | Cố Luân Ôn Trang Trưởng Công chúa                                                      |  |  | Cố Luân Ung Mục Trưởng Công chúa                                                                  | Cố Luân Ung Mục Trưởng Công chúa                                                | Cố Luân Ung Mục Trưởng Công chúa                                                | Cố Luân Ung Mục Trưởng Công chúa                                                | Cố Luân Ung Mục Trưởng Công chúa                                                | Cố Luân Ung Mục Trưởng Công chúa                                                |  |  |                                                                            |                                                                            |                                                                            |                                                                            |                                                                            |                                                                            |  |  |                                                                                   |                                                                                   |                                                                                   |                                                                                   |                                                                                   |                                                                                   |  |  |                                                                              |                                                                              |                                                                              |                                                                              |                                                                              |                                                                              |  |  |                                                                                |                                                                                |                                                                                |                                                                                |                                                                                |                                                                                |
|  |  | Hiếu Đoan Văn Hoàng hậu Triết Triết | Hiếu Đoan Văn Hoàng hậu Triết Triết | Hiếu Đoan Văn Hoàng hậu Triết Triết | Hiếu Đoan Văn Hoàng hậu Triết Triết | Hiếu Đoan Văn Hoàng hậu Triết Triết | Hiếu Đoan Văn Hoàng hậu Triết Triết |  |  | Cố Luân Ôn Trang Trưởng Công chúa                                                      | Cố Luân Ôn Trang Trưởng Công chúa                                                      | Cố Luân Ôn Trang Trưởng Công chúa                                                      | Cố Luân Ôn Trang Trưởng Công chúa                                                      | Cố Luân Ôn Trang Trưởng Công chúa                                                      | Cố Luân Ôn Trang Trưởng Công chúa                                                      |  |  | Cố Luân Ung Mục Trưởng Công chúa                                                                  | Cố Luân Ung Mục Trưởng Công chúa                                                | Cố Luân Ung Mục Trưởng Công chúa                                                | Cố Luân Ung Mục Trưởng Công chúa                                                | Cố Luân Ung Mục Trưởng Công chúa                                                | Cố Luân Ung Mục Trưởng Công chúa                                                |  |  |                                                                            |                                                                            |                                                                            |                                                                            |                                                                            |                                                                            |  |  |                                                                                   |                                                                                   |                                                                                   |                                                                                   |                                                                                   |                                                                                   |  |  |                                                                              |                                                                              |                                                                              |                                                                              |                                                                              |                                                                              |  |  |                                                                                |                                                                                |                                                                                |                                                                                |                                                                                |                                                                                |
|  |  |                                     |                                     |                                     |                                     |                                     |                                     |  |  |                                                                                        |                                                                                        |                                                                                        |                                                                                        |                                                                                        |                                                                                        |  |  |                                                                                                   |                                                                                 |                                                                                 |                                                                                 |                                                                                 |                                                                                 |  |  |                                                                            |                                                                            |                                                                            |                                                                            |                                                                            |                                                                            |  |  |                                                                                   |                                                                                   |                                                                                   |                                                                                   |                                                                                   |                                                                                   |  |  |                                                                              |                                                                              |                                                                              |                                                                              |                                                                              |                                                                              |  |  |                                                                                |                                                                                |                                                                                |                                                                                |                                                                                |                                                                                |
|  |  |                                     |                                     |                                     |                                     |                                     |                                     |  |  | Cố Luân Tĩnh Đoan Trưởng Công chúa                                                     | Cố Luân Tĩnh Đoan Trưởng Công chúa                                                     | Cố Luân Tĩnh Đoan Trưởng Công chúa                                                     | Cố Luân Tĩnh Đoan Trưởng Công chúa                                                     | Cố Luân Tĩnh Đoan Trưởng Công chúa                                                     | Cố Luân Tĩnh Đoan Trưởng Công chúa                                                     |  |  | Cố Luân Thục Tuệ Trưởng Công chúa                                                                 | Cố Luân Thục Tuệ Trưởng Công chúa                                               | Cố Luân Thục Tuệ Trưởng Công chúa                                               | Cố Luân Thục Tuệ Trưởng Công chúa                                               | Cố Luân Thục Tuệ Trưởng Công chúa                                               | Cố Luân Thục Tuệ Trưởng Công chúa                                               |  |  |                                                                            |                                                                            |                                                                            |                                                                            |                                                                            |                                                                            |  |  |                                                                                   |                                                                                   |                                                                                   |                                                                                   |                                                                                   |                                                                                   |  |  |                                                                              |                                                                              |                                                                              |                                                                              |                                                                              |                                                                              |  |  |                                                                                |                                                                                |                                                                                |                                                                                |                                                                                |                                                                                |
|  |  |                                     |                                     |                                     |                                     |                                     |                                     |  |  | Cố Luân Tĩnh Đoan Trưởng Công chúa                                                     | Cố Luân Tĩnh Đoan Trưởng Công chúa                                                     | Cố Luân Tĩnh Đoan Trưởng Công chúa                                                     | Cố Luân Tĩnh Đoan Trưởng Công chúa                                                     | Cố Luân Tĩnh Đoan Trưởng Công chúa                                                     | Cố Luân Tĩnh Đoan Trưởng Công chúa                                                     |  |  | Cố Luân Thục Tuệ Trưởng Công chúa                                                                 | Cố Luân Thục Tuệ Trưởng Công chúa                                               | Cố Luân Thục Tuệ Trưởng Công chúa                                               | Cố Luân Thục Tuệ Trưởng Công chúa                                               | Cố Luân Thục Tuệ Trưởng Công chúa                                               | Cố Luân Thục Tuệ Trưởng Công chúa                                               |  |  |                                                                            |                                                                            |                                                                            |                                                                            |                                                                            |                                                                            |  |  |                                                                                   |                                                                                   |                                                                                   |                                                                                   |                                                                                   |                                                                                   |  |  |                                                                              |                                                                              |                                                                              |                                                                              |                                                                              |                                                                              |  |  |                                                                                |                                                                                |                                                                                |                                                                                |                                                                                |                                                                                |
|  |  |                                     |                                     |                                     |                                     |                                     |                                     |  |  |                                                                                        |                                                                                        |                                                                                        |                                                                                        |                                                                                        |                                                                                        |  |  |                                                                                                   |                                                                                 |                                                                                 |                                                                                 |                                                                                 |                                                                                 |  |  |                                                                            |                                                                            |                                                                            |                                                                            |                                                                            |                                                                            |  |  |                                                                                   |                                                                                   |                                                                                   |                                                                                   |                                                                                   |                                                                                   |  |  |                                                                              |                                                                              |                                                                              |                                                                              |                                                                              |                                                                              |  |  |                                                                                |                                                                                |                                                                                |                                                                                |                                                                                |                                                                                |
|  |  |                                     |                                     |                                     |                                     |                                     |                                     |  |  | Cố Luân Đoan Trinh Trưởng Công chúa                                                    | Cố Luân Đoan Trinh Trưởng Công chúa                                                    | Cố Luân Đoan Trinh Trưởng Công chúa                                                    | Cố Luân Đoan Trinh Trưởng Công chúa                                                    | Cố Luân Đoan Trinh Trưởng Công chúa                                                    | Cố Luân Đoan Trinh Trưởng Công chúa                                                    |  |  | Cố Luân Đoan Hiến Trưởng Công chúa                                                                | Cố Luân Đoan Hiến Trưởng Công chúa                                              | Cố Luân Đoan Hiến Trưởng Công chúa                                              | Cố Luân Đoan Hiến Trưởng Công chúa                                              | Cố Luân Đoan Hiến Trưởng Công chúa                                              | Cố Luân Đoan Hiến Trưởng Công chúa                                              |  |  |                                                                            |                                                                            |                                                                            |                                                                            |                                                                            |                                                                            |  |  |                                                                                   |                                                                                   |                                                                                   |                                                                                   |                                                                                   |                                                                                   |  |  |                                                                              |                                                                              |                                                                              |                                                                              |                                                                              |                                                                              |  |  |                                                                                |                                                                                |                                                                                |                                                                                |                                                                                |                                                                                |
|  |  |                                     |                                     |                                     |                                     |                                     |                                     |  |  | Cố Luân Đoan Trinh Trưởng Công chúa                                                    | Cố Luân Đoan Trinh Trưởng Công chúa                                                    | Cố Luân Đoan Trinh Trưởng Công chúa                                                    | Cố Luân Đoan Trinh Trưởng Công chúa                                                    | Cố Luân Đoan Trinh Trưởng Công chúa                                                    | Cố Luân Đoan Trinh Trưởng Công chúa                                                    |  |  | Cố Luân Đoan Hiến Trưởng Công chúa                                                                | Cố Luân Đoan Hiến Trưởng Công chúa                                              | Cố Luân Đoan Hiến Trưởng Công chúa                                              | Cố Luân Đoan Hiến Trưởng Công chúa                                              | Cố Luân Đoan Hiến Trưởng Công chúa                                              | Cố Luân Đoan Hiến Trưởng Công chúa                                              |  |  |                                                                            |                                                                            |                                                                            |                                                                            |                                                                            |                                                                            |  |  |                                                                                   |                                                                                   |                                                                                   |                                                                                   |                                                                                   |                                                                                   |  |  |                                                                              |                                                                              |                                                                              |                                                                              |                                                                              |                                                                              |  |  |                                                                                |                                                                                |                                                                                |                                                                                |                                                                                |                                                                                |
|  |  |                                     |                                     |                                     |                                     |                                     |                                     |  |  |                                                                                        |                                                                                        |                                                                                        |                                                                                        |                                                                                        |                                                                                        |  |  |                                                                                                   |                                                                                 |                                                                                 |                                                                                 |                                                                                 |                                                                                 |  |  |                                                                            |                                                                            |                                                                            |                                                                            |                                                                            |                                                                            |  |  |                                                                                   |                                                                                   |                                                                                   |                                                                                   |                                                                                   |                                                                                   |  |  |                                                                              |                                                                              |                                                                              |                                                                              |                                                                              |                                                                              |  |  |                                                                                |                                                                                |                                                                                |                                                                                |                                                                                |                                                                                |
|  |  |                                     |                                     |                                     |                                     |                                     |                                     |  |  | Hiếu Trang Văn Hoàng hậu Bố Mộc Bố Thái                                                | Hiếu Trang Văn Hoàng hậu Bố Mộc Bố Thái                                                | Hiếu Trang Văn Hoàng hậu Bố Mộc Bố Thái                                                | Hiếu Trang Văn Hoàng hậu Bố Mộc Bố Thái                                                | Hiếu Trang Văn Hoàng hậu Bố Mộc Bố Thái                                                | Hiếu Trang Văn Hoàng hậu Bố Mộc Bố Thái                                                |  |  | Thuận Trị Đế Phúc Lâm                                                                             | Thuận Trị Đế Phúc Lâm                                                           | Thuận Trị Đế Phúc Lâm                                                           | Thuận Trị Đế Phúc Lâm                                                           | Thuận Trị Đế Phúc Lâm                                                           | Thuận Trị Đế Phúc Lâm                                                           |  |  |                                                                            |                                                                            |                                                                            |                                                                            |                                                                            |                                                                            |  |  |                                                                                   |                                                                                   |                                                                                   |                                                                                   |                                                                                   |                                                                                   |  |  |                                                                              |                                                                              |                                                                              |                                                                              |                                                                              |                                                                              |  |  |                                                                                |                                                                                |                                                                                |                                                                                |                                                                                |                                                                                |
|  |  |                                     |                                     |                                     |                                     |                                     |                                     |  |  | Hiếu Trang Văn Hoàng hậu Bố Mộc Bố Thái                                                | Hiếu Trang Văn Hoàng hậu Bố Mộc Bố Thái                                                | Hiếu Trang Văn Hoàng hậu Bố Mộc Bố Thái                                                | Hiếu Trang Văn Hoàng hậu Bố Mộc Bố Thái                                                | Hiếu Trang Văn Hoàng hậu Bố Mộc Bố Thái                                                | Hiếu Trang Văn Hoàng hậu Bố Mộc Bố Thái                                                |  |  | Thuận Trị Đế Phúc Lâm                                                                             | Thuận Trị Đế Phúc Lâm                                                           | Thuận Trị Đế Phúc Lâm                                                           | Thuận Trị Đế Phúc Lâm                                                           | Thuận Trị Đế Phúc Lâm                                                           | Thuận Trị Đế Phúc Lâm                                                           |  |  |                                                                            |                                                                            |                                                                            |                                                                            |                                                                            |                                                                            |  |  |                                                                                   |                                                                                   |                                                                                   |                                                                                   |                                                                                   |                                                                                   |  |  |                                                                              |                                                                              |                                                                              |                                                                              |                                                                              |                                                                              |  |  |                                                                                |                                                                                |                                                                                |                                                                                |                                                                                |                                                                                |
|  |  |                                     |                                     |                                     |                                     |                                     |                                     |  |  |                                                                                        |                                                                                        |                                                                                        |                                                                                        |                                                                                        |                                                                                        |  |  |                                                                                                   |                                                                                 |                                                                                 |                                                                                 |                                                                                 |                                                                                 |  |  |                                                                            |                                                                            |                                                                            |                                                                            |                                                                            |                                                                            |  |  |                                                                                   |                                                                                   |                                                                                   |                                                                                   |                                                                                   |                                                                                   |  |  |                                                                              |                                                                              |                                                                              |                                                                              |                                                                              |                                                                              |  |  |                                                                                |                                                                                |                                                                                |                                                                                |                                                                                |                                                                                |
|  |  | Trung Thân vương Trại Tang          | Trung Thân vương Trại Tang          | Trung Thân vương Trại Tang          | Trung Thân vương Trại Tang          | Trung Thân vương Trại Tang          | Trung Thân vương Trại Tang          |  |  | Trác Lý Khắc Đồ Thân vương Ngô Khắc Thiện                                              | Trác Lý Khắc Đồ Thân vương Ngô Khắc Thiện                                              | Trác Lý Khắc Đồ Thân vương Ngô Khắc Thiện                                              | Trác Lý Khắc Đồ Thân vương Ngô Khắc Thiện                                              | Trác Lý Khắc Đồ Thân vương Ngô Khắc Thiện                                              | Trác Lý Khắc Đồ Thân vương Ngô Khắc Thiện                                              |  |  | Trác Lý Khắc Đồ Thân vương Bật Nhĩ Tháp Cáp Nhĩ (Cưới Ung Mục Trưởng Công chúa)                   | Trác Lý Khắc Đồ Thân vương Bật Nhĩ Tháp Cáp Nhĩ (Cưới Ung Mục Trưởng Công chúa) | Trác Lý Khắc Đồ Thân vương Bật Nhĩ Tháp Cáp Nhĩ (Cưới Ung Mục Trưởng Công chúa) | Trác Lý Khắc Đồ Thân vương Bật Nhĩ Tháp Cáp Nhĩ (Cưới Ung Mục Trưởng Công chúa) | Trác Lý Khắc Đồ Thân vương Bật Nhĩ Tháp Cáp Nhĩ (Cưới Ung Mục Trưởng Công chúa) | Trác Lý Khắc Đồ Thân vương Bật Nhĩ Tháp Cáp Nhĩ (Cưới Ung Mục Trưởng Công chúa) |  |  | Trác Lý Khắc Đồ Thân vương Ngạc Tề Nhĩ                                     | Trác Lý Khắc Đồ Thân vương Ngạc Tề Nhĩ                                     | Trác Lý Khắc Đồ Thân vương Ngạc Tề Nhĩ                                     | Trác Lý Khắc Đồ Thân vương Ngạc Tề Nhĩ                                     | Trác Lý Khắc Đồ Thân vương Ngạc Tề Nhĩ                                     | Trác Lý Khắc Đồ Thân vương Ngạc Tề Nhĩ                                     |  |  | Đích Phúc tấn của An Quận vương Mã Nhĩ Hồn                                        | Đích Phúc tấn của An Quận vương Mã Nhĩ Hồn                                        | Đích Phúc tấn của An Quận vương Mã Nhĩ Hồn                                        | Đích Phúc tấn của An Quận vương Mã Nhĩ Hồn                                        | Đích Phúc tấn của An Quận vương Mã Nhĩ Hồn                                        | Đích Phúc tấn của An Quận vương Mã Nhĩ Hồn                                        |  |  |                                                                              |                                                                              |                                                                              |                                                                              |                                                                              |                                                                              |  |  |                                                                                |                                                                                |                                                                                |                                                                                |                                                                                |                                                                                |
|  |  | Trung Thân vương Trại Tang          | Trung Thân vương Trại Tang          | Trung Thân vương Trại Tang          | Trung Thân vương Trại Tang          | Trung Thân vương Trại Tang          | Trung Thân vương Trại Tang          |  |  | Trác Lý Khắc Đồ Thân vương Ngô Khắc Thiện                                              | Trác Lý Khắc Đồ Thân vương Ngô Khắc Thiện                                              | Trác Lý Khắc Đồ Thân vương Ngô Khắc Thiện                                              | Trác Lý Khắc Đồ Thân vương Ngô Khắc Thiện                                              | Trác Lý Khắc Đồ Thân vương Ngô Khắc Thiện                                              | Trác Lý Khắc Đồ Thân vương Ngô Khắc Thiện                                              |  |  | Trác Lý Khắc Đồ Thân vương Bật Nhĩ Tháp Cáp Nhĩ (Cưới Ung Mục Trưởng Công chúa)                   | Trác Lý Khắc Đồ Thân vương Bật Nhĩ Tháp Cáp Nhĩ (Cưới Ung Mục Trưởng Công chúa) | Trác Lý Khắc Đồ Thân vương Bật Nhĩ Tháp Cáp Nhĩ (Cưới Ung Mục Trưởng Công chúa) | Trác Lý Khắc Đồ Thân vương Bật Nhĩ Tháp Cáp Nhĩ (Cưới Ung Mục Trưởng Công chúa) | Trác Lý Khắc Đồ Thân vương Bật Nhĩ Tháp Cáp Nhĩ (Cưới Ung Mục Trưởng Công chúa) | Trác Lý Khắc Đồ Thân vương Bật Nhĩ Tháp Cáp Nhĩ (Cưới Ung Mục Trưởng Công chúa) |  |  | Trác Lý Khắc Đồ Thân vương Ngạc Tề Nhĩ                                     | Trác Lý Khắc Đồ Thân vương Ngạc Tề Nhĩ                                     | Trác Lý Khắc Đồ Thân vương Ngạc Tề Nhĩ                                     | Trác Lý Khắc Đồ Thân vương Ngạc Tề Nhĩ                                     | Trác Lý Khắc Đồ Thân vương Ngạc Tề Nhĩ                                     | Trác Lý Khắc Đồ Thân vương Ngạc Tề Nhĩ                                     |  |  | Đích Phúc tấn của An Quận vương Mã Nhĩ Hồn                                        | Đích Phúc tấn của An Quận vương Mã Nhĩ Hồn                                        | Đích Phúc tấn của An Quận vương Mã Nhĩ Hồn                                        | Đích Phúc tấn của An Quận vương Mã Nhĩ Hồn                                        | Đích Phúc tấn của An Quận vương Mã Nhĩ Hồn                                        | Đích Phúc tấn của An Quận vương Mã Nhĩ Hồn                                        |  |  |                                                                              |                                                                              |                                                                              |                                                                              |                                                                              |                                                                              |  |  |                                                                                |                                                                                |                                                                                |                                                                                |                                                                                |                                                                                |
|  |  |                                     |                                     |                                     |                                     |                                     |                                     |  |  |                                                                                        |                                                                                        |                                                                                        |                                                                                        |                                                                                        |                                                                                        |  |  |                                                                                                   |                                                                                 |                                                                                 |                                                                                 |                                                                                 |                                                                                 |  |  |                                                                            |                                                                            |                                                                            |                                                                            |                                                                            |                                                                            |  |  |                                                                                   |                                                                                   |                                                                                   |                                                                                   |                                                                                   |                                                                                   |  |  |                                                                              |                                                                              |                                                                              |                                                                              |                                                                              |                                                                              |  |  |                                                                                |                                                                                |                                                                                |                                                                                |                                                                                |                                                                                |
|  |  |                                     |                                     |                                     |                                     |                                     |                                     |  |  | Mẫn Huệ Cung Hòa Nguyên phi Hải Lan Châu                                               | Mẫn Huệ Cung Hòa Nguyên phi Hải Lan Châu                                               | Mẫn Huệ Cung Hòa Nguyên phi Hải Lan Châu                                               | Mẫn Huệ Cung Hòa Nguyên phi Hải Lan Châu                                               | Mẫn Huệ Cung Hòa Nguyên phi Hải Lan Châu                                               | Mẫn Huệ Cung Hòa Nguyên phi Hải Lan Châu                                               |  |  | Đích Phu nhân của Trấn quốc công Phó Lặc Hách                                                     | Đích Phu nhân của Trấn quốc công Phó Lặc Hách                                   | Đích Phu nhân của Trấn quốc công Phó Lặc Hách                                   | Đích Phu nhân của Trấn quốc công Phó Lặc Hách                                   | Đích Phu nhân của Trấn quốc công Phó Lặc Hách                                   | Đích Phu nhân của Trấn quốc công Phó Lặc Hách                                   |  |  |                                                                            |                                                                            |                                                                            |                                                                            |                                                                            |                                                                            |  |  |                                                                                   |                                                                                   |                                                                                   |                                                                                   |                                                                                   |                                                                                   |  |  |                                                                              |                                                                              |                                                                              |                                                                              |                                                                              |                                                                              |  |  |                                                                                |                                                                                |                                                                                |                                                                                |                                                                                |                                                                                |
|  |  |                                     |                                     |                                     |                                     |                                     |                                     |  |  | Mẫn Huệ Cung Hòa Nguyên phi Hải Lan Châu                                               | Mẫn Huệ Cung Hòa Nguyên phi Hải Lan Châu                                               | Mẫn Huệ Cung Hòa Nguyên phi Hải Lan Châu                                               | Mẫn Huệ Cung Hòa Nguyên phi Hải Lan Châu                                               | Mẫn Huệ Cung Hòa Nguyên phi Hải Lan Châu                                               | Mẫn Huệ Cung Hòa Nguyên phi Hải Lan Châu                                               |  |  | Đích Phu nhân của Trấn quốc công Phó Lặc Hách                                                     | Đích Phu nhân của Trấn quốc công Phó Lặc Hách                                   | Đích Phu nhân của Trấn quốc công Phó Lặc Hách                                   | Đích Phu nhân của Trấn quốc công Phó Lặc Hách                                   | Đích Phu nhân của Trấn quốc công Phó Lặc Hách                                   | Đích Phu nhân của Trấn quốc công Phó Lặc Hách                                   |  |  |                                                                            |                                                                            |                                                                            |                                                                            |                                                                            |                                                                            |  |  |                                                                                   |                                                                                   |                                                                                   |                                                                                   |                                                                                   |                                                                                   |  |  |                                                                              |                                                                              |                                                                              |                                                                              |                                                                              |                                                                              |  |  |                                                                                |                                                                                |                                                                                |                                                                                |                                                                                |                                                                                |
|  |  |                                     |                                     |                                     |                                     |                                     |                                     |  |  |                                                                                        |                                                                                        |                                                                                        |                                                                                        |                                                                                        |                                                                                        |  |  |                                                                                                   |                                                                                 |                                                                                 |                                                                                 |                                                                                 |                                                                                 |  |  |                                                                            |                                                                            |                                                                            |                                                                            |                                                                            |                                                                            |  |  |                                                                                   |                                                                                   |                                                                                   |                                                                                   |                                                                                   |                                                                                   |  |  |                                                                              |                                                                              |                                                                              |                                                                              |                                                                              |                                                                              |  |  |                                                                                |                                                                                |                                                                                |                                                                                |                                                                                |                                                                                |
|  |  |                                     |                                     |                                     |                                     |                                     |                                     |  |  | Cố Sơn Bối tử Sát Hãn                                                                  | Cố Sơn Bối tử Sát Hãn                                                                  | Cố Sơn Bối tử Sát Hãn                                                                  | Cố Sơn Bối tử Sát Hãn                                                                  | Cố Sơn Bối tử Sát Hãn                                                                  | Cố Sơn Bối tử Sát Hãn                                                                  |  |  | Trấn quốc công Xước Nhĩ Tế (Cưới con gái của A Ba Thái)                                           | Trấn quốc công Xước Nhĩ Tế (Cưới con gái của A Ba Thái)                         | Trấn quốc công Xước Nhĩ Tế (Cưới con gái của A Ba Thái)                         | Trấn quốc công Xước Nhĩ Tế (Cưới con gái của A Ba Thái)                         | Trấn quốc công Xước Nhĩ Tế (Cưới con gái của A Ba Thái)                         | Trấn quốc công Xước Nhĩ Tế (Cưới con gái của A Ba Thái)                         |  |  | Hiếu Huệ Chương Hoàng hậu                                                  | Hiếu Huệ Chương Hoàng hậu                                                  | Hiếu Huệ Chương Hoàng hậu                                                  | Hiếu Huệ Chương Hoàng hậu                                                  | Hiếu Huệ Chương Hoàng hậu                                                  | Hiếu Huệ Chương Hoàng hậu                                                  |  |  |                                                                                   |                                                                                   |                                                                                   |                                                                                   |                                                                                   |                                                                                   |  |  |                                                                              |                                                                              |                                                                              |                                                                              |                                                                              |                                                                              |  |  |                                                                                |                                                                                |                                                                                |                                                                                |                                                                                |                                                                                |
|  |  |                                     |                                     |                                     |                                     |                                     |                                     |  |  | Cố Sơn Bối tử Sát Hãn                                                                  | Cố Sơn Bối tử Sát Hãn                                                                  | Cố Sơn Bối tử Sát Hãn                                                                  | Cố Sơn Bối tử Sát Hãn                                                                  | Cố Sơn Bối tử Sát Hãn                                                                  | Cố Sơn Bối tử Sát Hãn                                                                  |  |  | Trấn quốc công Xước Nhĩ Tế (Cưới con gái của A Ba Thái)                                           | Trấn quốc công Xước Nhĩ Tế (Cưới con gái của A Ba Thái)                         | Trấn quốc công Xước Nhĩ Tế (Cưới con gái của A Ba Thái)                         | Trấn quốc công Xước Nhĩ Tế (Cưới con gái của A Ba Thái)                         | Trấn quốc công Xước Nhĩ Tế (Cưới con gái của A Ba Thái)                         | Trấn quốc công Xước Nhĩ Tế (Cưới con gái của A Ba Thái)                         |  |  | Hiếu Huệ Chương Hoàng hậu                                                  | Hiếu Huệ Chương Hoàng hậu                                                  | Hiếu Huệ Chương Hoàng hậu                                                  | Hiếu Huệ Chương Hoàng hậu                                                  | Hiếu Huệ Chương Hoàng hậu                                                  | Hiếu Huệ Chương Hoàng hậu                                                  |  |  |                                                                                   |                                                                                   |                                                                                   |                                                                                   |                                                                                   |                                                                                   |  |  |                                                                              |                                                                              |                                                                              |                                                                              |                                                                              |                                                                              |  |  |                                                                                |                                                                                |                                                                                |                                                                                |                                                                                |                                                                                |
|  |  |                                     |                                     |                                     |                                     |                                     |                                     |  |  |                                                                                        |                                                                                        |                                                                                        |                                                                                        |                                                                                        |                                                                                        |  |  |                                                                                                   |                                                                                 |                                                                                 |                                                                                 |                                                                                 |                                                                                 |  |  |                                                                            |                                                                            |                                                                            |                                                                            |                                                                            |                                                                            |  |  |                                                                                   |                                                                                   |                                                                                   |                                                                                   |                                                                                   |                                                                                   |  |  |                                                                              |                                                                              |                                                                              |                                                                              |                                                                              |                                                                              |  |  |                                                                                |                                                                                |                                                                                |                                                                                |                                                                                |                                                                                |
|  |  |                                     |                                     |                                     |                                     |                                     |                                     |  |  |                                                                                        |                                                                                        |                                                                                        |                                                                                        |                                                                                        |                                                                                        |  |  | Bác Nhĩ Tề Cát Đặc phế hậu Tĩnh phi                                                               | Bác Nhĩ Tề Cát Đặc phế hậu Tĩnh phi                                             | Bác Nhĩ Tề Cát Đặc phế hậu Tĩnh phi                                             | Bác Nhĩ Tề Cát Đặc phế hậu Tĩnh phi                                             | Bác Nhĩ Tề Cát Đặc phế hậu Tĩnh phi                                             | Bác Nhĩ Tề Cát Đặc phế hậu Tĩnh phi                                             |  |  | Thục Huệ phi                                                               | Thục Huệ phi                                                               | Thục Huệ phi                                                               | Thục Huệ phi                                                               | Thục Huệ phi                                                               | Thục Huệ phi                                                               |  |  |                                                                                   |                                                                                   |                                                                                   |                                                                                   |                                                                                   |                                                                                   |  |  |                                                                              |                                                                              |                                                                              |                                                                              |                                                                              |                                                                              |  |  |                                                                                |                                                                                |                                                                                |                                                                                |                                                                                |                                                                                |
|  |  |                                     |                                     |                                     |                                     |                                     |                                     |  |  |                                                                                        |                                                                                        |                                                                                        |                                                                                        |                                                                                        |                                                                                        |  |  | Bác Nhĩ Tề Cát Đặc phế hậu Tĩnh phi                                                               | Bác Nhĩ Tề Cát Đặc phế hậu Tĩnh phi                                             | Bác Nhĩ Tề Cát Đặc phế hậu Tĩnh phi                                             | Bác Nhĩ Tề Cát Đặc phế hậu Tĩnh phi                                             | Bác Nhĩ Tề Cát Đặc phế hậu Tĩnh phi                                             | Bác Nhĩ Tề Cát Đặc phế hậu Tĩnh phi                                             |  |  | Thục Huệ phi                                                               | Thục Huệ phi                                                               | Thục Huệ phi                                                               | Thục Huệ phi                                                               | Thục Huệ phi                                                               | Thục Huệ phi                                                               |  |  |                                                                                   |                                                                                   |                                                                                   |                                                                                   |                                                                                   |                                                                                   |  |  |                                                                              |                                                                              |                                                                              |                                                                              |                                                                              |                                                                              |  |  |                                                                                |                                                                                |                                                                                |                                                                                |                                                                                |                                                                                |
|  |  |                                     |                                     |                                     |                                     |                                     |                                     |  |  |                                                                                        |                                                                                        |                                                                                        |                                                                                        |                                                                                        |                                                                                        |  |  |                                                                                                   |                                                                                 |                                                                                 |                                                                                 |                                                                                 |                                                                                 |  |  |                                                                            |                                                                            |                                                                            |                                                                            |                                                                            |                                                                            |  |  |                                                                                   |                                                                                   |                                                                                   |                                                                                   |                                                                                   |                                                                                   |  |  |                                                                              |                                                                              |                                                                              |                                                                              |                                                                              |                                                                              |  |  |                                                                                |                                                                                |                                                                                |                                                                                |                                                                                |                                                                                |
|  |  |                                     |                                     |                                     |                                     |                                     |                                     |  |  |                                                                                        |                                                                                        |                                                                                        |                                                                                        |                                                                                        |                                                                                        |  |  | Kính Hiếu Nghĩa Hoàng hậu Đích Phúc tấn của Đa Nhĩ Cổn                                            | Kính Hiếu Nghĩa Hoàng hậu Đích Phúc tấn của Đa Nhĩ Cổn                          | Kính Hiếu Nghĩa Hoàng hậu Đích Phúc tấn của Đa Nhĩ Cổn                          | Kính Hiếu Nghĩa Hoàng hậu Đích Phúc tấn của Đa Nhĩ Cổn                          | Kính Hiếu Nghĩa Hoàng hậu Đích Phúc tấn của Đa Nhĩ Cổn                          | Kính Hiếu Nghĩa Hoàng hậu Đích Phúc tấn của Đa Nhĩ Cổn                          |  |  | Đích Phúc tấn của Giản Thân vương Tế Độ                                    | Đích Phúc tấn của Giản Thân vương Tế Độ                                    | Đích Phúc tấn của Giản Thân vương Tế Độ                                    | Đích Phúc tấn của Giản Thân vương Tế Độ                                    | Đích Phúc tấn của Giản Thân vương Tế Độ                                    | Đích Phúc tấn của Giản Thân vương Tế Độ                                    |  |  |                                                                                   |                                                                                   |                                                                                   |                                                                                   |                                                                                   |                                                                                   |  |  |                                                                              |                                                                              |                                                                              |                                                                              |                                                                              |                                                                              |  |  |                                                                                |                                                                                |                                                                                |                                                                                |                                                                                |                                                                                |
|  |  |                                     |                                     |                                     |                                     |                                     |                                     |  |  |                                                                                        |                                                                                        |                                                                                        |                                                                                        |                                                                                        |                                                                                        |  |  | Kính Hiếu Nghĩa Hoàng hậu Đích Phúc tấn của Đa Nhĩ Cổn                                            | Kính Hiếu Nghĩa Hoàng hậu Đích Phúc tấn của Đa Nhĩ Cổn                          | Kính Hiếu Nghĩa Hoàng hậu Đích Phúc tấn của Đa Nhĩ Cổn                          | Kính Hiếu Nghĩa Hoàng hậu Đích Phúc tấn của Đa Nhĩ Cổn                          | Kính Hiếu Nghĩa Hoàng hậu Đích Phúc tấn của Đa Nhĩ Cổn                          | Kính Hiếu Nghĩa Hoàng hậu Đích Phúc tấn của Đa Nhĩ Cổn                          |  |  | Đích Phúc tấn của Giản Thân vương Tế Độ                                    | Đích Phúc tấn của Giản Thân vương Tế Độ                                    | Đích Phúc tấn của Giản Thân vương Tế Độ                                    | Đích Phúc tấn của Giản Thân vương Tế Độ                                    | Đích Phúc tấn của Giản Thân vương Tế Độ                                    | Đích Phúc tấn của Giản Thân vương Tế Độ                                    |  |  |                                                                                   |                                                                                   |                                                                                   |                                                                                   |                                                                                   |                                                                                   |  |  |                                                                              |                                                                              |                                                                              |                                                                              |                                                                              |                                                                              |  |  |                                                                                |                                                                                |                                                                                |                                                                                |                                                                                |                                                                                |
|  |  |                                     |                                     |                                     |                                     |                                     |                                     |  |  |                                                                                        |                                                                                        |                                                                                        |                                                                                        |                                                                                        |                                                                                        |  |  |                                                                                                   |                                                                                 |                                                                                 |                                                                                 |                                                                                 |                                                                                 |  |  |                                                                            |                                                                            |                                                                            |                                                                            |                                                                            |                                                                            |  |  |                                                                                   |                                                                                   |                                                                                   |                                                                                   |                                                                                   |                                                                                   |  |  |                                                                              |                                                                              |                                                                              |                                                                              |                                                                              |                                                                              |  |  |                                                                                |                                                                                |                                                                                |                                                                                |                                                                                |                                                                                |
|  |  |                                     |                                     |                                     |                                     |                                     |                                     |  |  | Khoa Nhĩ Thấm Quận vương Ôn Đô Nhĩ Thân vương Sách Nạp Mộc                             | Khoa Nhĩ Thấm Quận vương Ôn Đô Nhĩ Thân vương Sách Nạp Mộc                             | Khoa Nhĩ Thấm Quận vương Ôn Đô Nhĩ Thân vương Sách Nạp Mộc                             | Khoa Nhĩ Thấm Quận vương Ôn Đô Nhĩ Thân vương Sách Nạp Mộc                             | Khoa Nhĩ Thấm Quận vương Ôn Đô Nhĩ Thân vương Sách Nạp Mộc                             | Khoa Nhĩ Thấm Quận vương Ôn Đô Nhĩ Thân vương Sách Nạp Mộc                             |  |  | Khoa Nhĩ Thấm Quận vương Kỳ Tháp Đặc (Cưới Tĩnh Đoan Trưởng Công chúa)                            | Khoa Nhĩ Thấm Quận vương Kỳ Tháp Đặc (Cưới Tĩnh Đoan Trưởng Công chúa)          | Khoa Nhĩ Thấm Quận vương Kỳ Tháp Đặc (Cưới Tĩnh Đoan Trưởng Công chúa)          | Khoa Nhĩ Thấm Quận vương Kỳ Tháp Đặc (Cưới Tĩnh Đoan Trưởng Công chúa)          | Khoa Nhĩ Thấm Quận vương Kỳ Tháp Đặc (Cưới Tĩnh Đoan Trưởng Công chúa)          | Khoa Nhĩ Thấm Quận vương Kỳ Tháp Đặc (Cưới Tĩnh Đoan Trưởng Công chúa)          |  |  | Đích Phúc tấn của Ôn Quận vương Mãnh Nga                                   | Đích Phúc tấn của Ôn Quận vương Mãnh Nga                                   | Đích Phúc tấn của Ôn Quận vương Mãnh Nga                                   | Đích Phúc tấn của Ôn Quận vương Mãnh Nga                                   | Đích Phúc tấn của Ôn Quận vương Mãnh Nga                                   | Đích Phúc tấn của Ôn Quận vương Mãnh Nga                                   |  |  |                                                                                   |                                                                                   |                                                                                   |                                                                                   |                                                                                   |                                                                                   |  |  |                                                                              |                                                                              |                                                                              |                                                                              |                                                                              |                                                                              |  |  |                                                                                |                                                                                |                                                                                |                                                                                |                                                                                |                                                                                |
|  |  |                                     |                                     |                                     |                                     |                                     |                                     |  |  | Khoa Nhĩ Thấm Quận vương Ôn Đô Nhĩ Thân vương Sách Nạp Mộc                             | Khoa Nhĩ Thấm Quận vương Ôn Đô Nhĩ Thân vương Sách Nạp Mộc                             | Khoa Nhĩ Thấm Quận vương Ôn Đô Nhĩ Thân vương Sách Nạp Mộc                             | Khoa Nhĩ Thấm Quận vương Ôn Đô Nhĩ Thân vương Sách Nạp Mộc                             | Khoa Nhĩ Thấm Quận vương Ôn Đô Nhĩ Thân vương Sách Nạp Mộc                             | Khoa Nhĩ Thấm Quận vương Ôn Đô Nhĩ Thân vương Sách Nạp Mộc                             |  |  | Khoa Nhĩ Thấm Quận vương Kỳ Tháp Đặc (Cưới Tĩnh Đoan Trưởng Công chúa)                            | Khoa Nhĩ Thấm Quận vương Kỳ Tháp Đặc (Cưới Tĩnh Đoan Trưởng Công chúa)          | Khoa Nhĩ Thấm Quận vương Kỳ Tháp Đặc (Cưới Tĩnh Đoan Trưởng Công chúa)          | Khoa Nhĩ Thấm Quận vương Kỳ Tháp Đặc (Cưới Tĩnh Đoan Trưởng Công chúa)          | Khoa Nhĩ Thấm Quận vương Kỳ Tháp Đặc (Cưới Tĩnh Đoan Trưởng Công chúa)          | Khoa Nhĩ Thấm Quận vương Kỳ Tháp Đặc (Cưới Tĩnh Đoan Trưởng Công chúa)          |  |  | Đích Phúc tấn của Ôn Quận vương Mãnh Nga                                   | Đích Phúc tấn của Ôn Quận vương Mãnh Nga                                   | Đích Phúc tấn của Ôn Quận vương Mãnh Nga                                   | Đích Phúc tấn của Ôn Quận vương Mãnh Nga                                   | Đích Phúc tấn của Ôn Quận vương Mãnh Nga                                   | Đích Phúc tấn của Ôn Quận vương Mãnh Nga                                   |  |  |                                                                                   |                                                                                   |                                                                                   |                                                                                   |                                                                                   |                                                                                   |  |  |                                                                              |                                                                              |                                                                              |                                                                              |                                                                              |                                                                              |  |  |                                                                                |                                                                                |                                                                                |                                                                                |                                                                                |                                                                                |
|  |  |                                     |                                     |                                     |                                     |                                     |                                     |  |  |                                                                                        |                                                                                        |                                                                                        |                                                                                        |                                                                                        |                                                                                        |  |  |                                                                                                   |                                                                                 |                                                                                 |                                                                                 |                                                                                 |                                                                                 |  |  |                                                                            |                                                                            |                                                                            |                                                                            |                                                                            |                                                                            |  |  |                                                                                   |                                                                                   |                                                                                   |                                                                                   |                                                                                   |                                                                                   |  |  |                                                                              |                                                                              |                                                                              |                                                                              |                                                                              |                                                                              |  |  |                                                                                |                                                                                |                                                                                |                                                                                |                                                                                |                                                                                |
|  |  |                                     |                                     |                                     |                                     |                                     |                                     |  |  |                                                                                        |                                                                                        |                                                                                        |                                                                                        |                                                                                        |                                                                                        |  |  | Trắc Phúc tấn của Túc Thân vương Hào Cách Sau trở thành Kế Phúc tấn của Duệ Thân vương Đa Nhĩ Cổn |                                                                                 |                                                                                 |                                                                                 |                                                                                 |                                                                                 |  |  |                                                                            |                                                                            |                                                                            |                                                                            |                                                                            |                                                                            |  |  |                                                                                   |                                                                                   |                                                                                   |                                                                                   |                                                                                   |                                                                                   |  |  |                                                                              |                                                                              |                                                                              |                                                                              |                                                                              |                                                                              |  |  |                                                                                |                                                                                |                                                                                |                                                                                |                                                                                |                                                                                |
|  |  |                                     |                                     |                                     |                                     |                                     |                                     |  |  |                                                                                        |                                                                                        |                                                                                        |                                                                                        |                                                                                        |                                                                                        |  |  |                                                                                                   |                                                                                 |                                                                                 |                                                                                 |                                                                                 |                                                                                 |  |  |                                                                            |                                                                            |                                                                            |                                                                            |                                                                            |                                                                            |  |  |                                                                                   |                                                                                   |                                                                                   |                                                                                   |                                                                                   |                                                                                   |  |  |                                                                              |                                                                              |                                                                              |                                                                              |                                                                              |                                                                              |  |  |                                                                                |                                                                                |                                                                                |                                                                                |                                                                                |                                                                                |
|  |  |                                     |                                     |                                     |                                     |                                     |                                     |  |  |                                                                                        |                                                                                        |                                                                                        |                                                                                        |                                                                                        |                                                                                        |  |  |                                                                                                   |                                                                                 |                                                                                 |                                                                                 |                                                                                 |                                                                                 |  |  |                                                                            |                                                                            |                                                                            |                                                                            |                                                                            |                                                                            |  |  |                                                                                   |                                                                                   |                                                                                   |                                                                                   |                                                                                   |                                                                                   |  |  |                                                                              |                                                                              |                                                                              |                                                                              |                                                                              |                                                                              |  |  |                                                                                |                                                                                |                                                                                |                                                                                |                                                                                |                                                                                |
|  |  |                                     |                                     |                                     |                                     |                                     |                                     |  |  |                                                                                        |                                                                                        |                                                                                        |                                                                                        |                                                                                        |                                                                                        |  |  | Kế Phúc tấn của Dự Thân vương Đa Đạc                                                              |                                                                                 |                                                                                 |                                                                                 |                                                                                 |                                                                                 |  |  |                                                                            |                                                                            |                                                                            |                                                                            |                                                                            |                                                                            |  |  |                                                                                   |                                                                                   |                                                                                   |                                                                                   |                                                                                   |                                                                                   |  |  |                                                                              |                                                                              |                                                                              |                                                                              |                                                                              |                                                                              |  |  |                                                                                |                                                                                |                                                                                |                                                                                |                                                                                |                                                                                |
|  |  |                                     |                                     |                                     |                                     |                                     |                                     |  |  |                                                                                        |                                                                                        |                                                                                        |                                                                                        |                                                                                        |                                                                                        |  |  |                                                                                                   |                                                                                 |                                                                                 |                                                                                 |                                                                                 |                                                                                 |  |  |                                                                            |                                                                            |                                                                            |                                                                            |                                                                            |                                                                            |  |  |                                                                                   |                                                                                   |                                                                                   |                                                                                   |                                                                                   |                                                                                   |  |  |                                                                              |                                                                              |                                                                              |                                                                              |                                                                              |                                                                              |  |  |                                                                                |                                                                                |                                                                                |                                                                                |                                                                                |                                                                                |
|  |  |                                     |                                     |                                     |                                     |                                     |                                     |  |  |                                                                                        |                                                                                        |                                                                                        |                                                                                        |                                                                                        |                                                                                        |  |  |                                                                                                   |                                                                                 |                                                                                 |                                                                                 |                                                                                 |                                                                                 |  |  |                                                                            |                                                                            |                                                                            |                                                                            |                                                                            |                                                                            |  |  |                                                                                   |                                                                                   |                                                                                   |                                                                                   |                                                                                   |                                                                                   |  |  |                                                                              |                                                                              |                                                                              |                                                                              |                                                                              |                                                                              |  |  |                                                                                |                                                                                |                                                                                |                                                                                |                                                                                |                                                                                |
|  |  |                                     |                                     |                                     |                                     |                                     |                                     |  |  | Đạt Nhĩ Hán Thân vương Mãn Châu Tập Lễ (Cưới Hòa Thạc Công chúa, con gái của Nhạc Thác | Đạt Nhĩ Hán Thân vương Mãn Châu Tập Lễ (Cưới Hòa Thạc Công chúa, con gái của Nhạc Thác | Đạt Nhĩ Hán Thân vương Mãn Châu Tập Lễ (Cưới Hòa Thạc Công chúa, con gái của Nhạc Thác | Đạt Nhĩ Hán Thân vương Mãn Châu Tập Lễ (Cưới Hòa Thạc Công chúa, con gái của Nhạc Thác | Đạt Nhĩ Hán Thân vương Mãn Châu Tập Lễ (Cưới Hòa Thạc Công chúa, con gái của Nhạc Thác | Đạt Nhĩ Hán Thân vương Mãn Châu Tập Lễ (Cưới Hòa Thạc Công chúa, con gái của Nhạc Thác |  |  | Đạt Nhĩ Hán Thân vương Hòa Tháp                                                                   | Đạt Nhĩ Hán Thân vương Hòa Tháp                                                 | Đạt Nhĩ Hán Thân vương Hòa Tháp                                                 | Đạt Nhĩ Hán Thân vương Hòa Tháp                                                 | Đạt Nhĩ Hán Thân vương Hòa Tháp                                                 | Đạt Nhĩ Hán Thân vương Hòa Tháp                                                 |  |  | Đạt Nhĩ Hán Thân vương Ban Đệ (Cưới Đoan Mẫn Công chúa, con gái của Tế Độ) | Đạt Nhĩ Hán Thân vương Ban Đệ (Cưới Đoan Mẫn Công chúa, con gái của Tế Độ) | Đạt Nhĩ Hán Thân vương Ban Đệ (Cưới Đoan Mẫn Công chúa, con gái của Tế Độ) | Đạt Nhĩ Hán Thân vương Ban Đệ (Cưới Đoan Mẫn Công chúa, con gái của Tế Độ) | Đạt Nhĩ Hán Thân vương Ban Đệ (Cưới Đoan Mẫn Công chúa, con gái của Tế Độ) | Đạt Nhĩ Hán Thân vương Ban Đệ (Cưới Đoan Mẫn Công chúa, con gái của Tế Độ) |  |  | Đạt Nhĩ Hán Thân vương La Bặc Tàng Cổn Bố (Cưới Quận chúa, con gái của Phúc Toàn) | Đạt Nhĩ Hán Thân vương La Bặc Tàng Cổn Bố (Cưới Quận chúa, con gái của Phúc Toàn) | Đạt Nhĩ Hán Thân vương La Bặc Tàng Cổn Bố (Cưới Quận chúa, con gái của Phúc Toàn) | Đạt Nhĩ Hán Thân vương La Bặc Tàng Cổn Bố (Cưới Quận chúa, con gái của Phúc Toàn) | Đạt Nhĩ Hán Thân vương La Bặc Tàng Cổn Bố (Cưới Quận chúa, con gái của Phúc Toàn) | Đạt Nhĩ Hán Thân vương La Bặc Tàng Cổn Bố (Cưới Quận chúa, con gái của Phúc Toàn) |  |  | Đạt Nhĩ Hán Thân vương Sắc Bố Đằng Ba Lặc Châu Nhĩ (Cưới Hòa Kính Công chúa) | Đạt Nhĩ Hán Thân vương Sắc Bố Đằng Ba Lặc Châu Nhĩ (Cưới Hòa Kính Công chúa) | Đạt Nhĩ Hán Thân vương Sắc Bố Đằng Ba Lặc Châu Nhĩ (Cưới Hòa Kính Công chúa) | Đạt Nhĩ Hán Thân vương Sắc Bố Đằng Ba Lặc Châu Nhĩ (Cưới Hòa Kính Công chúa) | Đạt Nhĩ Hán Thân vương Sắc Bố Đằng Ba Lặc Châu Nhĩ (Cưới Hòa Kính Công chúa) | Đạt Nhĩ Hán Thân vương Sắc Bố Đằng Ba Lặc Châu Nhĩ (Cưới Hòa Kính Công chúa) |  |  | Triết Đặc Mục Nhĩ Ngạch Nhĩ Khắc Ba Bái (Cưới con gái của Tông thất Vĩnh Hùng) | Triết Đặc Mục Nhĩ Ngạch Nhĩ Khắc Ba Bái (Cưới con gái của Tông thất Vĩnh Hùng) | Triết Đặc Mục Nhĩ Ngạch Nhĩ Khắc Ba Bái (Cưới con gái của Tông thất Vĩnh Hùng) | Triết Đặc Mục Nhĩ Ngạch Nhĩ Khắc Ba Bái (Cưới con gái của Tông thất Vĩnh Hùng) | Triết Đặc Mục Nhĩ Ngạch Nhĩ Khắc Ba Bái (Cưới con gái của Tông thất Vĩnh Hùng) | Triết Đặc Mục Nhĩ Ngạch Nhĩ Khắc Ba Bái (Cưới con gái của Tông thất Vĩnh Hùng) |
|  |  |                                     |                                     |                                     |                                     |                                     |                                     |  |  | Đạt Nhĩ Hán Thân vương Mãn Châu Tập Lễ (Cưới Hòa Thạc Công chúa, con gái của Nhạc Thác | Đạt Nhĩ Hán Thân vương Mãn Châu Tập Lễ (Cưới Hòa Thạc Công chúa, con gái của Nhạc Thác | Đạt Nhĩ Hán Thân vương Mãn Châu Tập Lễ (Cưới Hòa Thạc Công chúa, con gái của Nhạc Thác | Đạt Nhĩ Hán Thân vương Mãn Châu Tập Lễ (Cưới Hòa Thạc Công chúa, con gái của Nhạc Thác | Đạt Nhĩ Hán Thân vương Mãn Châu Tập Lễ (Cưới Hòa Thạc Công chúa, con gái của Nhạc Thác | Đạt Nhĩ Hán Thân vương Mãn Châu Tập Lễ (Cưới Hòa Thạc Công chúa, con gái của Nhạc Thác |  |  | Đạt Nhĩ Hán Thân vương Hòa Tháp                                                                   | Đạt Nhĩ Hán Thân vương Hòa Tháp                                                 | Đạt Nhĩ Hán Thân vương Hòa Tháp                                                 | Đạt Nhĩ Hán Thân vương Hòa Tháp                                                 | Đạt Nhĩ Hán Thân vương Hòa Tháp                                                 | Đạt Nhĩ Hán Thân vương Hòa Tháp                                                 |  |  | Đạt Nhĩ Hán Thân vương Ban Đệ (Cưới Đoan Mẫn Công chúa, con gái của Tế Độ) | Đạt Nhĩ Hán Thân vương Ban Đệ (Cưới Đoan Mẫn Công chúa, con gái của Tế Độ) | Đạt Nhĩ Hán Thân vương Ban Đệ (Cưới Đoan Mẫn Công chúa, con gái của Tế Độ) | Đạt Nhĩ Hán Thân vương Ban Đệ (Cưới Đoan Mẫn Công chúa, con gái của Tế Độ) | Đạt Nhĩ Hán Thân vương Ban Đệ (Cưới Đoan Mẫn Công chúa, con gái của Tế Độ) | Đạt Nhĩ Hán Thân vương Ban Đệ (Cưới Đoan Mẫn Công chúa, con gái của Tế Độ) |  |  | Đạt Nhĩ Hán Thân vương La Bặc Tàng Cổn Bố (Cưới Quận chúa, con gái của Phúc Toàn) | Đạt Nhĩ Hán Thân vương La Bặc Tàng Cổn Bố (Cưới Quận chúa, con gái của Phúc Toàn) | Đạt Nhĩ Hán Thân vương La Bặc Tàng Cổn Bố (Cưới Quận chúa, con gái của Phúc Toàn) | Đạt Nhĩ Hán Thân vương La Bặc Tàng Cổn Bố (Cưới Quận chúa, con gái của Phúc Toàn) | Đạt Nhĩ Hán Thân vương La Bặc Tàng Cổn Bố (Cưới Quận chúa, con gái của Phúc Toàn) | Đạt Nhĩ Hán Thân vương La Bặc Tàng Cổn Bố (Cưới Quận chúa, con gái của Phúc Toàn) |  |  | Đạt Nhĩ Hán Thân vương Sắc Bố Đằng Ba Lặc Châu Nhĩ (Cưới Hòa Kính Công chúa) | Đạt Nhĩ Hán Thân vương Sắc Bố Đằng Ba Lặc Châu Nhĩ (Cưới Hòa Kính Công chúa) | Đạt Nhĩ Hán Thân vương Sắc Bố Đằng Ba Lặc Châu Nhĩ (Cưới Hòa Kính Công chúa) | Đạt Nhĩ Hán Thân vương Sắc Bố Đằng Ba Lặc Châu Nhĩ (Cưới Hòa Kính Công chúa) | Đạt Nhĩ Hán Thân vương Sắc Bố Đằng Ba Lặc Châu Nhĩ (Cưới Hòa Kính Công chúa) | Đạt Nhĩ Hán Thân vương Sắc Bố Đằng Ba Lặc Châu Nhĩ (Cưới Hòa Kính Công chúa) |  |  | Triết Đặc Mục Nhĩ Ngạch Nhĩ Khắc Ba Bái (Cưới con gái của Tông thất Vĩnh Hùng) | Triết Đặc Mục Nhĩ Ngạch Nhĩ Khắc Ba Bái (Cưới con gái của Tông thất Vĩnh Hùng) | Triết Đặc Mục Nhĩ Ngạch Nhĩ Khắc Ba Bái (Cưới con gái của Tông thất Vĩnh Hùng) | Triết Đặc Mục Nhĩ Ngạch Nhĩ Khắc Ba Bái (Cưới con gái của Tông thất Vĩnh Hùng) | Triết Đặc Mục Nhĩ Ngạch Nhĩ Khắc Ba Bái (Cưới con gái của Tông thất Vĩnh Hùng) | Triết Đặc Mục Nhĩ Ngạch Nhĩ Khắc Ba Bái (Cưới con gái của Tông thất Vĩnh Hùng) |
|  |  |                                     |                                     |                                     |                                     |                                     |                                     |  |  |                                                                                        |                                                                                        |                                                                                        |                                                                                        |                                                                                        |                                                                                        |  |  |                                                                                                   |                                                                                 |                                                                                 |                                                                                 |                                                                                 |                                                                                 |  |  |                                                                            |                                                                            |                                                                            |                                                                            |                                                                            |                                                                            |  |  |                                                                                   |                                                                                   |                                                                                   |                                                                                   |                                                                                   |                                                                                   |  |  |                                                                              |                                                                              |                                                                              |                                                                              |                                                                              |                                                                              |  |  |                                                                                |                                                                                |                                                                                |                                                                                |                                                                                |                                                                                |
|  |  |                                     |                                     |                                     |                                     |                                     |                                     |  |  |                                                                                        |                                                                                        |                                                                                        |                                                                                        |                                                                                        |                                                                                        |  |  | Đích Phúc tấn của Bác Mục Bác Quả Nhĩ                                                             | Đích Phúc tấn của Bác Mục Bác Quả Nhĩ                                           | Đích Phúc tấn của Bác Mục Bác Quả Nhĩ                                           | Đích Phúc tấn của Bác Mục Bác Quả Nhĩ                                           | Đích Phúc tấn của Bác Mục Bác Quả Nhĩ                                           | Đích Phúc tấn của Bác Mục Bác Quả Nhĩ                                           |  |  | Tuyên phi                                                                  | Tuyên phi                                                                  | Tuyên phi                                                                  | Tuyên phi                                                                  | Tuyên phi                                                                  | Tuyên phi                                                                  |  |  |                                                                                   |                                                                                   |                                                                                   |                                                                                   |                                                                                   |                                                                                   |  |  |                                                                              |                                                                              |                                                                              |                                                                              |                                                                              |                                                                              |  |  | Đích Phu nhân của Bối tử Miên Đức                                              | Đích Phu nhân của Bối tử Miên Đức                                              | Đích Phu nhân của Bối tử Miên Đức                                              | Đích Phu nhân của Bối tử Miên Đức                                              | Đích Phu nhân của Bối tử Miên Đức                                              | Đích Phu nhân của Bối tử Miên Đức                                              |
|  |  |                                     |                                     |                                     |                                     |                                     |                                     |  |  |                                                                                        |                                                                                        |                                                                                        |                                                                                        |                                                                                        |                                                                                        |  |  | Đích Phúc tấn của Bác Mục Bác Quả Nhĩ                                                             | Đích Phúc tấn của Bác Mục Bác Quả Nhĩ                                           | Đích Phúc tấn của Bác Mục Bác Quả Nhĩ                                           | Đích Phúc tấn của Bác Mục Bác Quả Nhĩ                                           | Đích Phúc tấn của Bác Mục Bác Quả Nhĩ                                           | Đích Phúc tấn của Bác Mục Bác Quả Nhĩ                                           |  |  | Tuyên phi                                                                  | Tuyên phi                                                                  | Tuyên phi                                                                  | Tuyên phi                                                                  | Tuyên phi                                                                  | Tuyên phi                                                                  |  |  |                                                                                   |                                                                                   |                                                                                   |                                                                                   |                                                                                   |                                                                                   |  |  |                                                                              |                                                                              |                                                                              |                                                                              |                                                                              |                                                                              |  |  | Đích Phu nhân của Bối tử Miên Đức                                              | Đích Phu nhân của Bối tử Miên Đức                                              | Đích Phu nhân của Bối tử Miên Đức                                              | Đích Phu nhân của Bối tử Miên Đức                                              | Đích Phu nhân của Bối tử Miên Đức                                              | Đích Phu nhân của Bối tử Miên Đức                                              |
|  |  |                                     |                                     |                                     |                                     |                                     |                                     |  |  |                                                                                        |                                                                                        |                                                                                        |                                                                                        |                                                                                        |                                                                                        |  |  |                                                                                                   |                                                                                 |                                                                                 |                                                                                 |                                                                                 |                                                                                 |  |  |                                                                            |                                                                            |                                                                            |                                                                            |                                                                            |                                                                            |  |  |                                                                                   |                                                                                   |                                                                                   |                                                                                   |                                                                                   |                                                                                   |  |  |                                                                              |                                                                              |                                                                              |                                                                              |                                                                              |                                                                              |  |  |                                                                                |                                                                                |                                                                                |                                                                                |                                                                                |                                                                                |
|  |  |                                     |                                     |                                     |                                     |                                     |                                     |  |  |                                                                                        |                                                                                        |                                                                                        |                                                                                        |                                                                                        |                                                                                        |  |  | Kế Phúc tấn của Thừa Trạch Thân vương Thạc Tắc                                                    |                                                                                 |                                                                                 |                                                                                 |                                                                                 |                                                                                 |  |  |                                                                            |                                                                            |                                                                            |                                                                            |                                                                            |                                                                            |  |  |                                                                                   |                                                                                   |                                                                                   |                                                                                   |                                                                                   |                                                                                   |  |  |                                                                              |                                                                              |                                                                              |                                                                              |                                                                              |                                                                              |  |  |                                                                                |                                                                                |                                                                                |                                                                                |                                                                                |                                                                                |
|  |  |                                     |                                     |                                     |                                     |                                     |                                     |  |  |                                                                                        |                                                                                        |                                                                                        |                                                                                        |                                                                                        |                                                                                        |  |  |                                                                                                   |                                                                                 |                                                                                 |                                                                                 |                                                                                 |                                                                                 |  |  |                                                                            |                                                                            |                                                                            |                                                                            |                                                                            |                                                                            |  |  |                                                                                   |                                                                                   |                                                                                   |                                                                                   |                                                                                   |                                                                                   |  |  |                                                                              |                                                                              |                                                                              |                                                                              |                                                                              |                                                                              |  |  |                                                                                |                                                                                |                                                                                |                                                                                |                                                                                |                                                                                |
|  |  |                                     |                                     |                                     |                                     |                                     |                                     |  |  |                                                                                        |                                                                                        |                                                                                        |                                                                                        |                                                                                        |                                                                                        |  |  |                                                                                                   |                                                                                 |                                                                                 |                                                                                 |                                                                                 |                                                                                 |  |  |                                                                            |                                                                            |                                                                            |                                                                            |                                                                            |                                                                            |  |  |                                                                                   |                                                                                   |                                                                                   |                                                                                   |                                                                                   |                                                                                   |  |  |                                                                              |                                                                              |                                                                              |                                                                              |                                                                              |                                                                              |  |  |                                                                                |                                                                                |                                                                                |                                                                                |                                                                                |                                                                                |
|  |  |                                     |                                     |                                     |                                     |                                     |                                     |  |  |                                                                                        |                                                                                        |                                                                                        |                                                                                        |                                                                                        |                                                                                        |  |  | Điệu phi                                                                                          |                                                                                 |                                                                                 |                                                                                 |                                                                                 |                                                                                 |  |  |                                                                            |                                                                            |                                                                            |                                                                            |                                                                            |                                                                            |  |  |                                                                                   |                                                                                   |                                                                                   |                                                                                   |                                                                                   |                                                                                   |  |  |                                                                              |                                                                              |                                                                              |                                                                              |                                                                              |                                                                              |  |  |                                                                                |                                                                                |                                                                                |                                                                                |                                                                                |                                                                                |
|  |  |                                     |                                     |                                     |                                     |                                     |                                     |  |  |                                                                                        |                                                                                        |                                                                                        |                                                                                        |                                                                                        |                                                                                        |  |  |                                                                                                   |                                                                                 |                                                                                 |                                                                                 |                                                                                 |                                                                                 |  |  |                                                                            |                                                                            |                                                                            |                                                                            |                                                                            |                                                                            |  |  |                                                                                   |                                                                                   |                                                                                   |                                                                                   |                                                                                   |                                                                                   |  |  |                                                                              |                                                                              |                                                                              |                                                                              |                                                                              |                                                                              |  |  |                                                                                |                                                                                |                                                                                |                                                                                |                                                                                |                                                                                |